# Zimapán
Zimapán è un comune del Messico, situato nello stato di Hidalgo.